# Пйотр Домалевський
Пйотр Домалевський (пол. Piotr Domalewski; 17 квітня 1983, Ломжа) — польський кінорежисер, актор та сценарист.

## Біографія
Закінчив Краківську вищу театральну школу та факультет радіо й телебачення Університету Катовіце.
Лауреат Ґдинського кінофестивалю 2017.

## Фільмографія
Акторські роботи:
- Barwy szczęścia - серіал (2009—2012)
- 80 milionów (2011)
- Klajmax (2011)
- Demon (2015)
- Historia Roja — серіал (2015)
- Historia Roja (2016).

Сценарист та режисер:
- Тиха ніч / Cicha noc (2017)
- 60 кіло нічого / 60 kilo niczego (2017)
- Якнайдалі звідси / Jak najdalej stąd (2020)
- Гіацинт / Hiacynt (2021)
- Пагорб псів / * Wzgórze Psów (2023)